# Georg Alexander von Müller

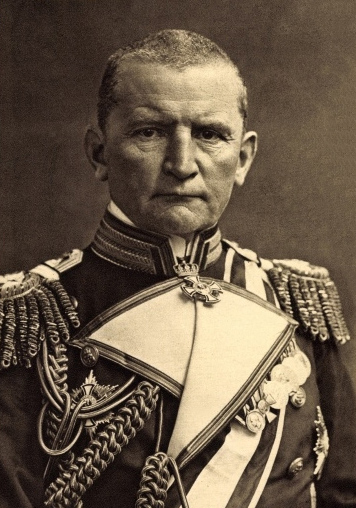
Georg Alexander von Müller

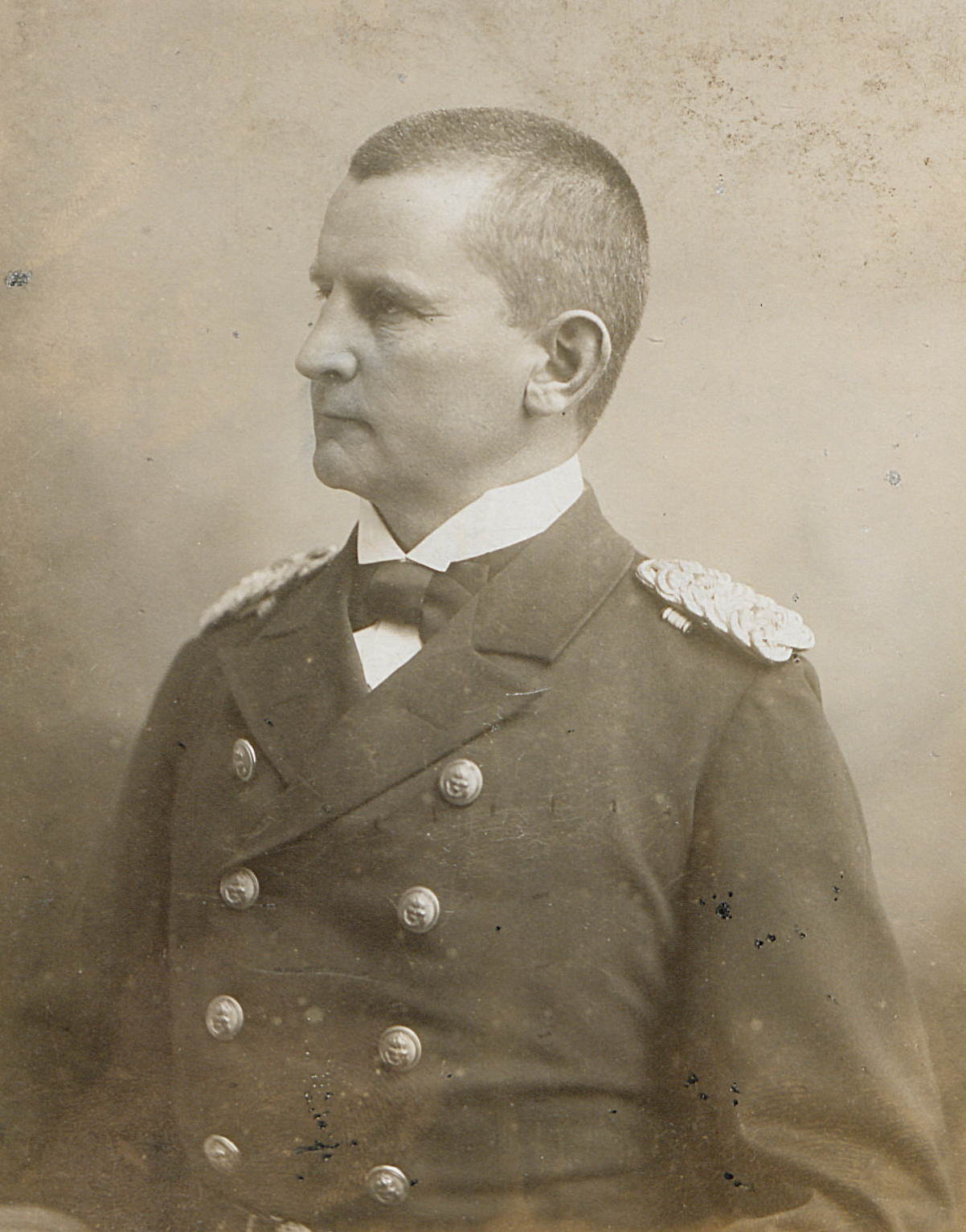
Georg Alexander von Müller (1916)

Georg Alexander Müller, seit 1900 von Müller, (* 24. März 1854 in Chemnitz; † 18. April 1940 in Hangelsberg) war ein deutscher Admiral und von 1906 bis 1918 Chef des Marinekabinetts.

## Leben

### Herkunft
Er war der Sohn von Carl Alexander Müller (1828–1906) und dessen Ehefrau Clara Therese, geborene Kurzwelly (1829–1898). Gemeinsam mit seinen Brüdern Konrad Alexander und Sven Alexander (1857–1940) wuchs er in Schweden auf, wo sein Vater seit 1856 als Leiter der agrikulturchemischen Versuchsstation der Königlich-Schwedischen Forst- und Landwirtschaftsakademie („Experimentalfältet“) tätig war.

### Marinekarriere
Nach der Übersiedlung seiner Eltern 1869 nach Berlin trat Müller am 31. Mai 1871 als Kadett in die Kaiserliche Marine ein und diente dort fortan in verschiedenen Stellungen. Ende 1874 tat er Dienst als Unterleutnant zur See auf der Gazelle. Nach seiner Beförderung zum Leutnant zur See wurde er 1879 zur Inspektion des Torpedowesen (TI) unter Alfred Tirpitz kommandiert. 1882 reiste er im Gefolge des Prinzen Heinrich von Preußen auf der Olga an die amerikanische Ostküste, um 1884 zur Torpedoabteilung zurückzukehren. Nach einer kurzen Tätigkeit als „militärpolitischer Beobachter für Kriegs- und Neutralitätsfragen“ an der preußischen Gesandtschaft in Stockholm von April 1885 bis März 1886, fuhr er  – inzwischen zum Kapitänleutnant befördert – als Flaggleutnant auf der Bismarck. Am 1. April 1889 wurde er in das neu geschaffene Marinekabinett versetzt und war anschließend von 1891 bis Oktober 1892 Kommandant des Kanonenbootes Iltis in Ostasien. Nach seiner Heimkehr wurde Müller von November 1892 bis Ende September 1895 zum Oberkommando der Marine kommandiert. Während dieser Zeit war er zugleich als Korvettenkapitän auch Kommandant der Küstenpanzerschiffe Frithjof und Hildebrand.
Ab 1897 begleitete Müller den Prinzen Heinrich, dessen persönlicher Adjutant er Ende September 1895 geworden war, auf dessen Ostasienreise und übernahm im September 1898 als Fregattenkapitän das Kommando des Großen Kreuzers Deutschland beim neugebildeten Ostasiatischen Kreuzergeschwader. Zugleich fungierte er von Oktober 1899 bis Anfang Januar 1900 als Chef des Stabes des Kreuzergeschwaders.
Wilhelm II. erhob am 14. März 1900 Müller in den erblichen preußischen Adelsstand, berief ihn Zwei Jahre später zum Abteilungsvorstand ins Marinekabinett und während dieser Zeit am 27. Januar 1902 als Flügeladjutanten in sein militärisches Gefolge. Im gleichen Jahr begleitete Müller Prinz Heinrich auf seiner Reise nach Nordamerika, um im Anschluss daran als Kommandant des Linienschiffes Wettin seinen Dienst zu verrichten. Nachdem er im September 1904 zum diensttuenden Flügeladjutanten ernannt, und im Folgejahr zum Konteradmiral aufgestiegen war, wurde er erneut zum Marinekabinett kommandiert, als dessen Chef er am 7. Juli 1906 nach anfänglichem Widerstreben eingesetzt wurde. Bereits ein Jahr darauf beförderte Kaiser Wilhelm II. Müller zum Vizeadmiral und Generaladjutanten und am 29. August 1910 zum Admiral. Müller führte das Marinekabinett bis zur Aufhebung der Immediatstellung. Seit Beginn des Jahres 1918 hatte er um Entbindung von seinem Amt gebeten. Nach langem Hinauszögern und nachdem das Amt am 28. Oktober 1918 dem Reichsmarineamt unterstellt wurde, reichte er sein Abschiedsgesuch ein.
Als Chef des Marinekabinetts kam er nicht nur mit fachlichen Fragen der Marineentwicklung und den herrschenden Machtstrukturen in Berührung, sondern auch mit der kaiserlichen Familie, dem Hof und zahlreichen Politikern. In seinen Aufzeichnungen und späteren Veröffentlichungen setzt er sich kritisch mit den Haltungen des Staatssekretärs im Reichsmarineamt Alfred von Tirpitz, Reichskanzler Bernhard Fürst von Bülow und der Persönlichkeit Wilhelms II. auseinander.

### Familie

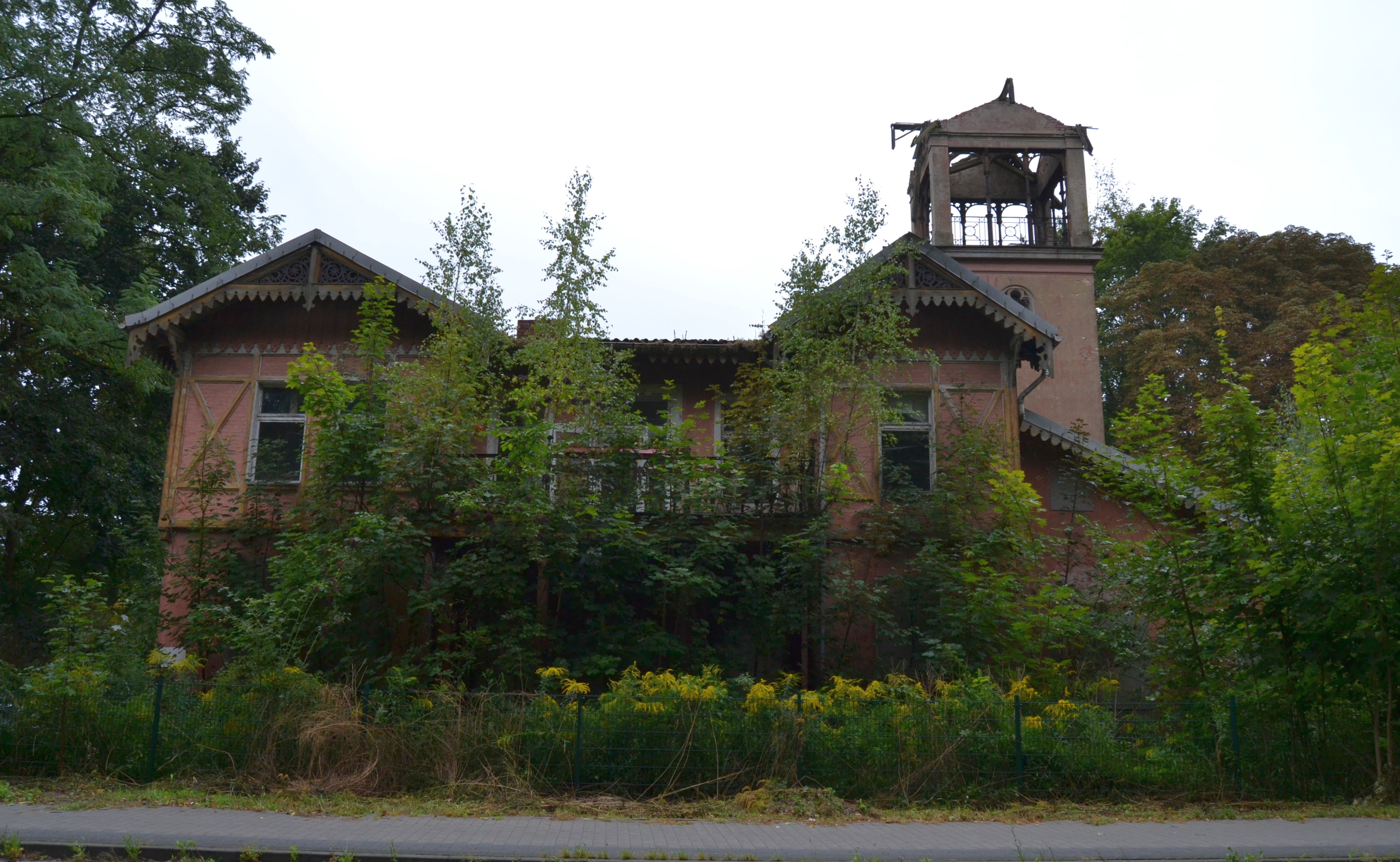
„Haus Stensjöholm“, Hangelsberg, Berliner Damm 6/7

Müller heiratete 1889 Elisabeth von Monbart (1868–1935), Tochter des Offiziers Erich von Monbart und der Agnes von Bodungen, Schwester von Helene Keßler geb. von Monbart. Das Paar hatte einen Sohn, Sven von Müller (1893–1964), und zwei Töchter – Johanna Luise (1890–1911) und Karin Elisabeth (* 1895, Ehefrau von Emil Georg von Stauß).
Georg Alexander von Müller starb am 18. April 1940 in Hangelsberg bei Fürstenwalde, wo er die Villa „Stensjöholm“ bewohnte. Sie war benannt nach dem gleichnamigen Landgut in der Region Kronobergs Län im südschwedischen Småland, das sein Vater 1886 erworben hatte.

## Auszeichnungen
- Schwarzer Adlerorden[7]
- Großkreuz des Roten Adlerordens mit Eichenlaub und Krone[7]
- Kronenorden I. Klasse[7]
- Großkomtur des Königlichen Hausordens von Hohenzollern mit Schwerten[7]
- Eisernes Kreuz (1914) II. und I. Klasse[7]
- Preußisches Dienstauszeichnungskreuz[7]
- Rettungsmedaille am Band[7]
- Ehrenkreuz I. Klasse des Fürstlichen Hausordens von Hohenzollern[7]
- Großkreuz des Ordens Berthold des Ersten mit Schwertern[7]
- Großkreuz des Ordens vom Zähringer Löwen[7]
- Großkreuz des Bayerischen Militärverdienstordens mit Krone und Schwertern[7]
- Komtur II. Klasse des Ordens Heinrichs des Löwen[7]
- Hanseatenkreuz Hamburg[7]
- Großkreuz des Hessischen Philipps-Ordens[7]
- Ehrenkreuz I. Klasse des Lippischen Hausordens[7]
- Lippisches Kriegsverdienstkreuz[7]
- Großkomtur des Greifenordens[7]
- Ehrengroßkreuz des Oldenburgischen Haus- und Verdienstordens des Herzogs Peter Friedrich Ludwig[7]
- Friedrich-August-Kreuz I. Klasse[7]
- Großkreuz des Albrechts-Ordens mit goldenem Stern und Schwertern[7]
- Kreuz für treue Dienste[7]
- Großkreuz des Ordens der Württembergischen Krone mit Schwertern[7]
- Großkreuz des Friedrichs-Ordens mit Krone[7]
- Pour le Mérite[1]

## Schriften
- Die Alkoholfrage in der deutschen Marine. In: Marine-Rundschau. 12. Jahrgang, I. Teil, Heft 4, Berlin 1901, S. 376 ff.
- Rezension der Schrift von Delbrück, Hygiene des Alkoholismus. In: Marine-Rundschau. 12. Jahrgang, II. Teil, Heft 12, Berlin 1901, S. 1385 ff.
- Das Tagebuch eines Seeoffiziers. In: Marine-Rundschau. 14. Jahrgang, II. Teil, Berlin 1903, S. 1285 ff.
- Schulbildung und Seeoffizierslaufbahn. In: Marine-Rundschau. 16. Jahrgang, II. Teil, Heft 7, Berlin 1905, S. 829 ff.
- Meine Stellungnahme zu den „Tirpitz-Erinnerungen“. In: Deutsche Politik. Wochenschrift für Welt- und Kulturpolitik. 4. Jahrgang, Juli/Dez. 1919, Heft 47 vom 21. Nov. 1919, Stuttgart/Berlin 1919, S. 653 ff.
- Stellungnahme zu den Darlegungen von Gustav Bachmann „Admiral v. Müller gegen Großadmiral von Tirpitz“. In: Deutsche Politik. Wochenschrift für Welt- und Kulturpolitik. 5. Jahrgang, Januar/Juni 1920, Stuttgart/Berlin 1920, S. 57 ff.
- Die Kabinette in der alten Regierung. In: Die Grenzboten. Zeitschrift für Politik, Literatur und Kunst. 79. Jahrgang, Zweites Vierteljahr, Heft 14. Berlin 1920, S. 9 ff.
- Der Kaiser. In: Der Blaue Vogel. Politische und satirische Wochenzeitschrift. 1. Jahrgang, Berlin 1. Dezember 1925, S. 1 ff.
- Zu dem neuen Tirpitz-Buch. In: Germania. Zeitung für das deutsche Volk. Morgenausgabe, Berlin Nr. 290 vom 21. Oktober 1926.
- Fürst Bülow und die Marinefragen. In: Front wider Bülow. Staatsmänner, Diplomaten und Forscher zu seinen Denkwürdigkeiten. München 1931, S. 183 ff.
- Regierte der Kaiser? Kriegstagebücher, Aufzeichnungen und Briefe 1914–1918. Hrsg. Walter Görlitz, Sven von Müller, Musterschmidt Verlag, Göttingen 1959.[8]
- Der Kaiser... Aufzeichnungen des Chefs des Marinekabinetts Admiral Georg Alexander v. Müller über die Ära Wilhelms II. Musterschmidt Verlag, Göttingen 1965 (hrsg. von Walter Görlitz, umfasst Tagebuchaufzeichnungen der Jahre vor 1914).[9]